# Fukaura (Aomori)
Fukaura (深浦町 Fukaura-machi?) es un pueblo localizado en la prefectura de Aomori, Japón. En octubre de 2018 tenía una población de 7.724 habitantes y una densidad de población de 15,8 personas por km². Su área total es de 488,90 km².

## Geografía

### Municipios circundantes
- Prefectura de Aomori
  - Ajigasawa
- Prefectura de Akita
  - Happō

## Demografía
Según datos del censo japonés, la población de Fukaura ha disminuido en los últimos años.
| Año del censo | Población |
| ------------- | --------- |
| 1995          | 12.546    |
| 2000          | 11.799    |
| 2005          | 10.910    |
| 2010          | 9.691     |
| 2015          | 8.429     |